# Vannino Chiti

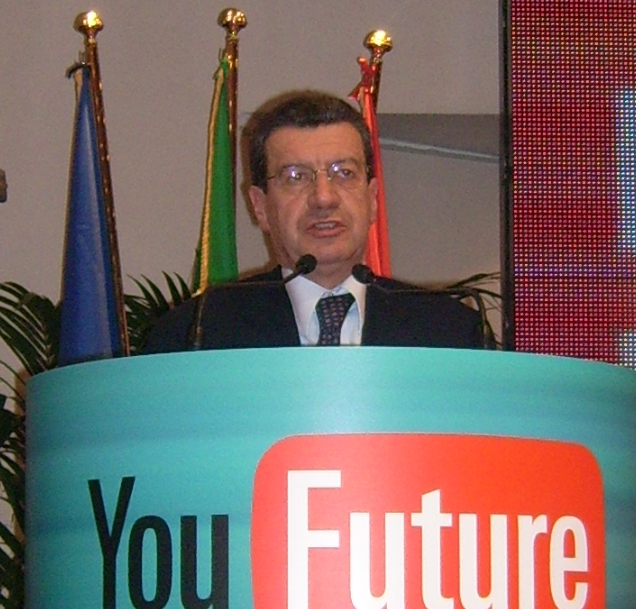
Vannino Chiti

Vannino Chiti (né le 26 décembre 1947 à Pistoia, en Toscane) est un homme politique italien, également écrivain.

## Biographie
Diplômé en philosophie, étudiant l'histoire du catholicisme, en 1970 il devient assesseur et conseiller communal (it) à Pistoia, dont il fut également maire de 1982 à 1985. En 1985 il est élu conseiller municipal sur la liste du Parti communiste italien, duquel il fut chef de groupe en Toscane, région dont il sera président de 1992 à 2000 à la tête d'un exécutif de centre-gauche.
Consécutivement il adhère au Parti démocratique de la gauche et aux Démocrates de gauche (il fait partie de son secrétariat national) et en 2000 devient sous-secrétaire d'État a la présidence du Conseil des ministres. En 2001 il est élu député et en 2005 il fut coordinateur d'élections primaires qui désignèrent le candidat de l'Union pour les élections législatives de 2006.
Chiti a publié quatre livres : Intervista sul federalismo (1995); Mediterraneo. L'Europa alla riscoperta del suo cuore meridionale (1996); Laici & Cattolici (1999); La sinistra che vorrei (2000).
Le 17 mai 2006, Vannino Chiti est nommé ministre (rattaché à la présidence du Conseil) des Relations avec le Parlement et des Réformes institutionnelles dans le gouvernement Romano Prodi II.